# Gianfranco Espejo
Gianfranco Espejo Reyes (Lima, 4 maart 1988 – Tumbes, 4 juni 2011) was een Peruviaans voetballer. Hij speelde zijn volledige professionele carrière in de Primera División Peruana, dit bij Sporting Cristal en Juan Aurich.
Espejo werd slechts eenmalig geselecteerd voor een Peruviaans internationaal voetbalelftal. Deze selectie was tijdens de Copa América voor spelers onder de 20 jaar in 2007. Hij werd opgesteld tegen Costa Rica, en die wedstrijd eindigde in een 1-1 gelijkspel.
Espejo kwam op 23-jarige leeftijd om het leven bij een verkeersongeval terwijl hij op weg was naar een luchthaven.